# Maider Tellería
Maider Tellería Goñi (San Sebastián, 14 de julio de 1973) es una exjugadora española de hockey sobre hierba, que ganó la Medalla de Oro en los Juegos Olímpicos de Barcelona 1992.

## Carrera deportiva
Maider Telleria comenzó jugando al hockey en su ciudad natal, en el equipo de la ikastola Zurriola, en la que cursó sus estudios.
A lo largo de su carrera como jugadora de hockey jugó en las filas del Lagunak, de la Real Sociedad de San Sebastián, el Club de Campo Villa de Madrid y el Sardinero Hockey Club de Santander. En su carrera como jugadora se proclamó campeona de la Liga de Hockey Hierba Femenino con el Club de Campo de Madrid en 1995.
En mayo de 2005 Maider Telleria anunció que colgaba el stick poniendo fin a su carrera deportiva tras 17 años en la práctica del hockey. Los últimos años de su carrera los había jugado en la Real Sociedad
A raíz de su retirada ha sido galardonada con numerosos reconocimientos. El año de su retirada recibió el stick de oro de la Federación Vasca de Hockey., así como un premio especial de la asociación de la prensa deportiva de Guipúzcoa. En 2010 fue galardonada con el Premio Euskadi de Deporte al igual que el resto de olímpicos vascos, siendo uno de los cuatro olímpicos que se encargaron de recoger este reconocimiento conjunto en la gala que se celebró. En 2011 fue galardonada en la III gala del deporte vasco que organiza la Unión de Federaciones Deportivas Vascas con otro premio de la federación vasca de hockey hierba.
Es licenciada en el I.N.E.F. (Instituto Nacional de Educación Física). 
En agosto de 2011 fue ingresada de gravedad en un hospital de San Sebastián por una encefalitis herpética.

### Carrera internacional
Maider Telleria ha sido 153 veces internacional con la Selección femenina de hockey sobre hierba de España, siendo una pieza fundamental de esta selección durante más de una década. 
El primer torneo internacional en el que participó con la selección absoluta fue la Champions Trophy de 1991, torneo en el que España quedó cuarta. Con apenas 19 años de edad obtuvo el mayor éxito de su carrera al ganar la medalla de oro en los Juegos Olímpicos de Barcelona 1992.
Maider Telleria participaría en otros 3 Juegos Olímpicos más con la selección española, obteniendo diploma olímpico en dos de las ocasiones, fue 8ª en los Juegos Olímpicos de Atlanta 1996, 4ª en los Juegos Olímpicos de Sídney 2000 y 10.ª en los Juegos Olímpicos de Atenas 2004.
En otros torneos internacionales en los que participó destaca la medalla de plata en el Campeonato Europeo de 2003 y en el Preolímpico de Nueva Zelanda de 2004.
Se retiró de la selección tras los Juegos Olímpicos de 2004. Se le concedió la Orden Olímpica del Comité Olímpico Español.

## Participaciones en Juegos Olímpicos
- Barcelona 1992, medalla de oro.
- Atlanta 1996, octavo puesto.
- Sídney 2000, cuarto puesto.
- Atenas 2004, décimo puesto.